# Membe (Tanzania)
Membe è una circoscrizione rurale (rural ward) della Tanzania situata nel distretto di Chamwino, regione di Dodoma. Conta una popolazione di 8 726 abitanti (censimento 2012).